# Perfect Dark (Game Boy Color)
Perfect Dark é um jogo eletrônico de ação desenvolvido pela Rare e lançado para o console portátil Game Boy Color em 2000. Como uma pré-sequência direta de seu homólogo do Nintendo 64, o jogo segue a agente Joanna Dark enquanto ela conclui seu treinamento no centro de pesquisa do Carrington Institute e descobre informações contra a empresa rival dataDyne. A jogabilidade gira em torno de atirar em oponentes e completar objetivos como resgatar reféns ou recuperar itens. O jogo também inclui um modo multijogador onde dois jogadores podem competir entre si em vários modos de deathmatch.
Perfect Dark foi desenvolvido simultaneamente com a versão para Game Boy Color de Donkey Kong Country. Suporta os acessórios Game Boy Printer, o Cabo Game Link e o Transfer Pak, e inclui uma funcionalidade de vibração integrada no cartucho do jogo. O Transfer Pak permite aos jogadores desbloquear alternativamente modos de trapaça no jogo de Nintendo 64. O jogo recebeu críticas geralmente mistas dos críticos, que criticaram sua jogabilidade difícil e superficial, mas destacaram seus aspectos técnicos, como gráficos e recursos de compatibilidade.

## Jogabilidade

O jogo é apresentado de uma perspectiva de cima para baixo. A saúde e a munição do jogador são exibidas no lado direito da tela.

Perfect Dark é um jogo de ação apresentado de uma perspectiva de cima para baixo e onde o jogador pode se mover e atirar em oito direções. O jogador controla Joanna Dark e deve inicialmente completar um modo de treinamento onde ela terá que completar uma série de desafios. Isso inclui o uso de furtividade, em que o jogador é desafiado a matar inimigos se esgueirando por trás deles sem fazer barulho (por exemplo, correr ou recarregar armas), completar um jogo do tipo memória que envolve pressionar vários botões em uma ordem específica para abrir portas e atirar em alvos de uma perspectiva de primeira pessoa.
A campanha um jogador do jogo é dividida em várias missões que o jogador deve completar enquanto luta contra inimigos e cumpre objetivos. Os objetivos vão desde resgatar reféns até explorar áreas e recuperar itens como cartões-chave, explosivos ou laptops, que são úteis para invadir dispositivos eletrônicos. O jogador pode saquear novas armas, saúde e munição dos corpos dos inimigos. O jogo apresenta vários minijogos, incluindo um nível de direção e uma missão de atirador, bem como várias batalhas contra chefes que devem ser derrotados para avançar para o próximo nível. Ao vencer qualquer um desses minijogos, o jogador pode acessá-los no menu de extras do jogo. O jogo também inclui um modo multijogador onde dois jogadores podem competir em quatro tipos diferentes de modos de deathmatch. Eles vão desde o padrão de matar a outra pessoa em um tempo pré-definido até o modo Counter Force, onde o primeiro jogador deve resgatar os reféns enquanto o segundo jogador deve protegê-los. Vários mapas multijogador são desbloqueados conforme o jogador avança na campanha para um jogador.

## Enredo
Situado no início de 2022, Perfect Dark segue a agente Joanna Dark durante os estágios finais de seu treinamento no Carrington Institute, um centro de pesquisa fundado por Daniel Carrington. Depois de completar seu treinamento, Joanna é enviada em uma missão para destruir uma fábrica de ciborgues na selva sul-americana. A instalação é administrada por Mink Hunter e produz armamento de alta tecnologia para operações terroristas. Joanna completa sua missão com sucesso, matando Hunter e destruindo todas as instalações. Ela então relata que, durante seu pouso na selva, testemunhou o abate de uma aeronave e anotou as coordenadas. Carrington descobre que há um OVNI na área e que a dataDyne, a corporação rival do Carrington Institute, está fugindo com os destroços alienígenas.
Joanna é enviada para investigar o local do acidente, mas acaba sendo capturada e levada para o navio de pesquisa Pelagic I, junto com os destroços alienígenas. Um alienígena eventualmente resgata Joanna, dizendo-lhe que ela deve reunir o máximo possível de informações sobre os destroços alienígenas e, em seguida, afundar o Pelagic I. Depois de ter sucesso, Joanna diz a Carrington que os destroços pertenciam a uma raça alienígena chamada os Skedar. A situação muda abruptamente quando o Carrington Institute é invadido por uma equipe de ataque da dataDyne que espera destruir qualquer evidência contra eles. Joanna defende o Carrington Institute e seu trabalho lhe valeu reconhecimento suficiente para participar de sua próxima missão. O jogo termina com o Carrington Institute realizando novas investigações na dataDyne.

## Desenvolvimento e lançamento

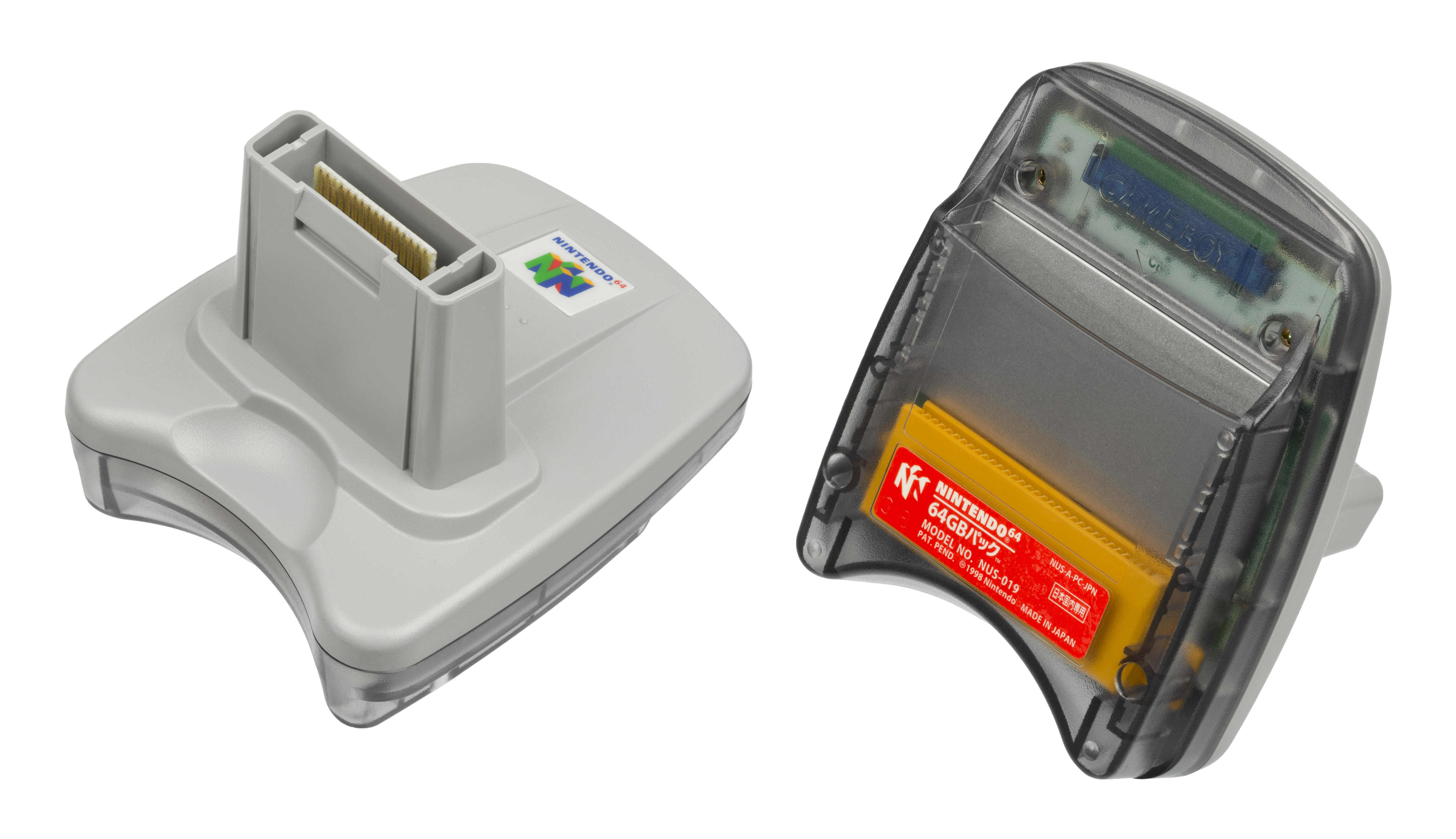
O jogo é compatível com o Transfer Pak, que desbloqueia modos de trapaça em sua versão do Nintendo 64.

Perfect Dark foi desenvolvido pela Rare para o console portátil Game Boy Color como uma pré-sequência e suplemento do jogo de Nintendo 64 de mesmo nome. Embora a produção do jogo tenha começado depois que Conker's Pocket Tales foi concluída, ela foi atrasada enquanto Mickey's Racing Adventure ainda estava em desenvolvimento. O jogo foi desenvolvido simultaneamente com a versão de Game Boy Color de Donkey Kong Country. A equipe responsável por ambos os jogos era composta por 20 pessoas e incluía principalmente artistas, designers e programadores. Um software interno especialmente escrito pela Rare foi usado para produzir a música no formato de 8 bits. É o primeiro jogo para Game Boy Color da Rare a apresentar amostragem de som e usar vídeo full motion para cutscenes. O tamanho do cartucho do jogo é de 32 megabits. O cartucho possui uma funcionalidade de vibração embutida que fornece feedback de força durante o jogo.
O jogo suporta muitos acessórios de Game Boy. Isso inclui o Game Link Cable, que é necessário para o modo multijogador, o Game Boy Printer, que pode ser usado para imprimir perfis de personagens, e o Transfer Pak, que permite aos jogadores desbloquear alternativamente modos de trapaça no jogo de Nintendo 64. Também é possível transferir dados do jogo de um Game Boy Color para outro usando a porta infravermelha. O jogo foi anunciado em janeiro de 2000 com lançamento agendado para 12 de junho de 2000. As primeiras imagens do jogo foram reveladas logo depois, enquanto uma demo da jogabilidade foi apresentada na E3 em maio de 2000. O jogo foi lançado na Europa em agosto de 2000, e na América do Norte em 28 de agosto de 2000. Apesar de seus gráficos com qualidade de Game Boy Color, o jogo recebeu uma classificação Teen da ESRB devido à sua violência animada.

## Recepção
Perfect Dark recebeu críticas geralmente mistas de publicações de jogos eletrônicos. Os críticos elogiaram os aspectos técnicos do jogo, incluindo gráficos, fala amostrada e recursos de compatibilidade, mas criticaram sua jogabilidade superficial, especialmente quando comparado a Metal Gear: Ghost Babel. De acordo com o IGN, "é óbvio que uma equipe de desenvolvimento 'A' foi colocada em Perfect Dark para Game Boy Color. Mas não posso ignorar a jogabilidade e as nuances de controle que prejudicam a diversão geral de jogar [o jogo], apesar de ter muita variedade em todo o design do jogo". Os editores da N64 Magazine e da Planet Game Boy foram mais positivos em relação ao jogo, elogiando seu tamanho e incluindo extras. A última chegou a chamar Perfect Dark de "um dos maiores jogos portáteis já feitos".
Graficamente, o jogo foi elogiado por seus planos de fundo detalhados e animações fluidas. No entanto, o tamanho da personagem do jogador foi criticado porque não permite que os jogadores vejam adequadamente seus arredores imediatos, resultando em jogadores alertando acidentalmente os inimigos próximos ou tornando difícil para eles ter uma noção de onde estão nos níveis "tipo-labirinto" do jogo. O IGN explicou que o problema é agravado pela barra de saúde, que desperdiça um espaço valioso da tela. O The Electric Playground destacou as conversas de voz completas do jogo e vários efeitos sonoros, como passos e tiros. O GameSpot também notou os inúmeros efeitos sonoros do jogo, mas criticou o fato de não haver música durante o jogo.
A falta de pontos de controle e a escassez de saúde e munição frustraram alguns críticos, que acharam o jogo desnecessariamente difícil e implacável. A pobre inteligência artificial dos inimigos e a mecânica furtiva também foram notadas. De acordo com o GameSpot, "em teoria, você deveria se aproximar de inimigos, desarmar bombas e salvar reféns. Na prática, entretanto, os inimigos se viram e atacam mesmo quando você está se aproximando deles e desarmar bombas não exige nenhum esforço, então a sugestão de estratégia é discutível". Embora os diferentes minijogos tenham sido elogiados por dar variedade ao jogo, alguns críticos sentiram que eles eram claramente imitadores de jogos como Spy Hunter e Operation Wolf.
O modo multijogadorr foi destacado por suas opções extensas, mas o IGN comentou que "não há nenhuma estratégia real envolvida nesses jogos deathmatch além de encontrar a outra pessoa e abrir fogo até que alguém morra e renasça em outro lugar no mapa". Em uma revisão retrospectiva, Jon Wahlgren, do Nintendo Life, concluiu que a Rare "fez um ótimo trabalho ao inserir tantos recursos e magia técnica no pequeno cartucho, concentrando-se tanto na tecnologia que parecem ter sacrificado muito do que o tornaria mais divertido de jogar". Em 2012, os editores do GamesRadar classificaram Perfect Dark em 47º em sua lista dos melhores jogos de Game Boy de todos os tempos, elogiando a Rare por sua adaptação do jogo de Nintendo 64.